# Стюненберг, Фрэнк
Фрэнк Стю́ненберг (англ. Frank Steunenberg, 8 августа 1861 года, Киокак, Айова — 30 декабря 1905 года, Колдуэлл, Айдахо) — 4-й губернатор Айдахо.

## Биография
Фрэнк Стюненберг родился 8 августа 1861 года в городе Киокак штата Айова в семье выходцев из Голландии. В 16 лет он бросил школу и пошёл подрабатывать подмастерьем в газету Ноксвилла. Позже Стюненберг 2 года обучался в сельскохозяйственном колледже Айовы (ныне Университет штата Айова), после чего совместно со своим братом занимался выпуском газеты Caldwell Tribune.
Политическая карьера Стюненберга началась в 1889 году с его вступлением в ряды членов конституционного конвента Айдахо. На следующий год он на один срок был избран членом палаты представителей Айдахо, а также председателем муниципалитета Колдуэлла. В 1896 году Стюненберг одержал победу на демократических праймериз в Айдахо и при широкой поддержке профсоюзов победил на губернаторских выборах. В 1899 году он был переизбран на второй срок.
За время его пребывания в должности были введены несколько новых институтов и должностей, в том числе: арбитражная комиссия по трудовым волнениям, комиссия судебно-медицинский экспертов, рыбные егери и лесники, уполномоченный по иммиграции, рабочей силе и статистике.
За время его правления по штату прокатились волны забастовок среди горнорабочих Федерации шахтёров Запада. Первоочередными требованиями рабочих были увеличение заработной платы и сокращение рабочего дня. Однако Стюненберг занял жёсткую позицию, объявил военное положение и запросил ввод федеральных войск. Это вызвало резкое недовольство профсоюзов, ожидания которых оказались обманутыми. Сотни сторонников Федерации были заключены в тюрьмы без предварительного суда.
7 января 1901 года Стюненберг ушёл с губернаторского поста и впоследствии вернулся в газетный бизнес. 30 декабря 1905 года, когда он возвращался домой, в его дворе сработала бомба. Через полчаса Фрэнк Стюненберг скончался. По подозрению в совершении убийства был задержан Гарри Орчард, постоялец местного отеля, у которого нашли динамит и сопутствующее оборудование. Следователи, стоявшие на стороне шахтовладельцев, вынудили Орчарда дать показания против профсоюзных активистов: Билла Хейвуда, Чарльза Мойера и Джорджа Петтибона, однако через год обвинение против них развалилось за отсутствием улик. Стюненберг был женат и имел трёх детей. Он был похоронен на кладбище Кэньон-Хилл в Колдуэлле, перед капитолием штата в честь него установлен памятник.